# Tibor Kreisz

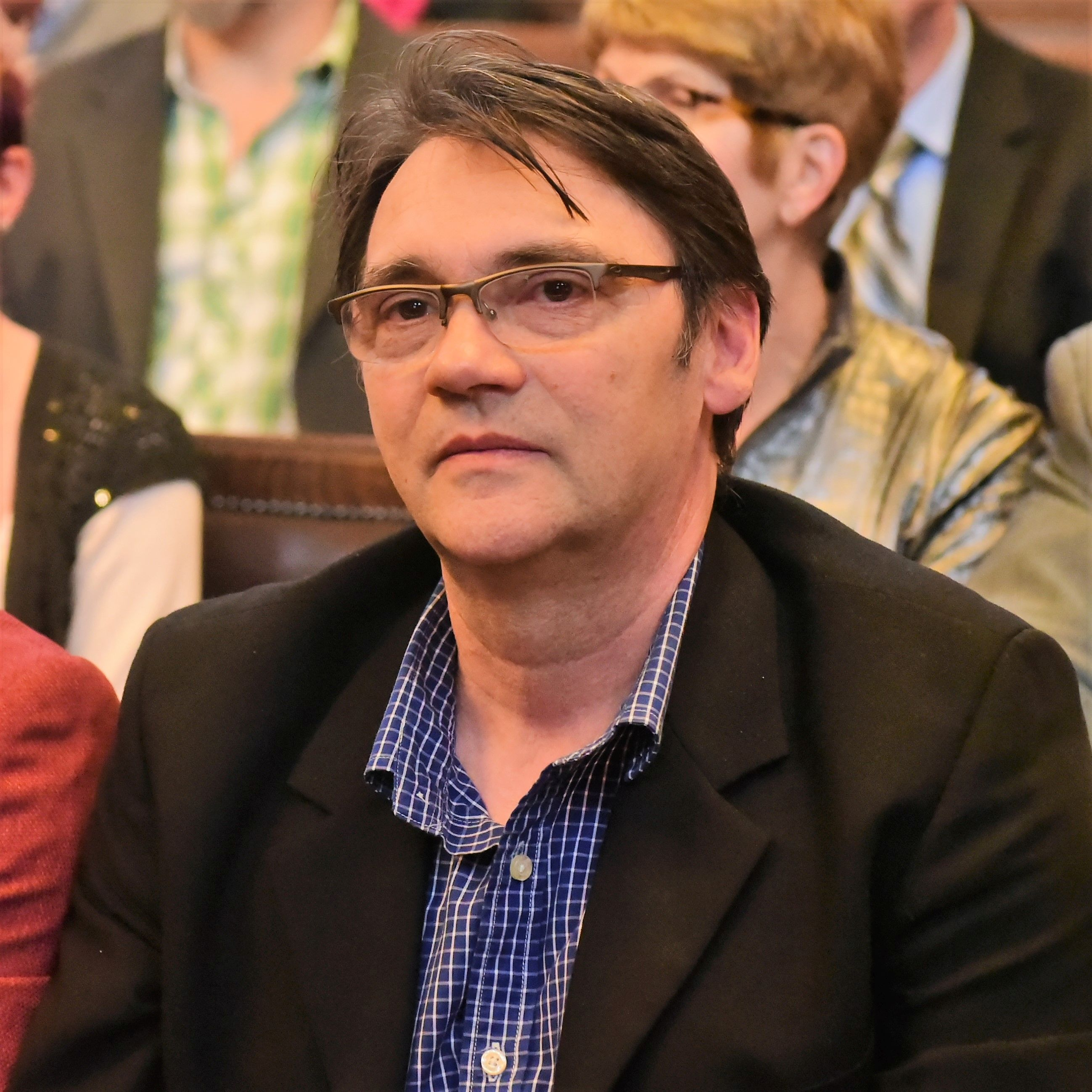
Tibor Kreisz, 2019

Tibor Kreisz (* 16. April 1958 in Budapest) ist ein ungarischer Tischtennisspieler. Er nahm an drei Weltmeisterschaften sowie zwei Europameisterschaften teil und gewann dabei vier Medaillen.

## Werdegang
Mit zwölf Jahren kam Tibor Kreisz zum Tischtennissport. Zunächst versuchte er sich als Angriffsspieler, doch Trainer László Pigniczki schulte ihn zum Abwehrspieler um. Bereits 1995 wurde er mit der Herrenmannschaft des Spartacus Budapest ungarischer Mannschaftsmeister. 1976 schloss er sich Postas Budapest an.
1978 wurde er für die Europameisterschaft nominiert. Hier erreichte er im Einzel das Halbfinale, mit der ungarischen Mannschaft wurde er Europameister. Ein Jahr später wurde er im Teamwettbewerb Weltmeister. Bei der WM 1981 erreichte er mit der Mannschaft das Endspiel. 1987 nahm er letztmals an einer WM teil und blieb dabei ohne Medaillengewinn.
Mitte 1978 belegte er in der ITTF-Weltrangliste Platz 13.
Ab Mitte der 1980er Jahre spielte er in niederländischen und belgischen Vereinen, 1989 wurde er belgischer Mannschaftsmeister.
2001 wurde Tibor Kreisz bei einem Autounfall so schwer verletzt, dass er seine Karriere als Leistungssportler beenden musste.